# Hryniawa
Hryniawa – wieś w rejonie wierchowińskim obwodu iwanofrankiwskiego, założona w 1702 r. Miejscowość liczy ponad 1100 mieszkańców.
W II Rzeczypospolitej miejscowość była siedzibą gminy wiejskiej Hryniawa w powiecie kosowskim województwa stanisławowskiego. Stacjonowała w niej placówka Straży Celnej ze składu komisariatu Straży Celnej „Uścieryki”, a od 1928 roku placówka Straży Granicznej I linii „Hryniawa”
W marcu 1944 r. nacjonaliści ukraińscy z OUN-UPA zamordowali 10 Polaków.